# Irich
Irich fou una antiga ciutat i actualment un poble al districte de Jhansi, tehsil de Moth, Uttar Pradesh, Índia, a la dreta del riu Betwa a uns 60 km al nord-est de Jhansi (ciutat). La població està per sota dels mil habitants però antigament fou de gran importància. Sota Akbar el Gran fou seu d'un sarkar. Nombroses mesquites i tombes a la ciutat testimonien el seu període d'esplendor però actualment estan en ruïnes, en part per la manca de cura del darrer segle i per la utilització d'elements inadequats. El 1804 el major Sheperd va fer front a la ciutat a les forces pindaris d'Amir Khan que atacaven Jhansi i Tehri; Amir després d'un primer atac es va retirar i els britànics pensant que era definitiu van avançar cap a Banda però Amir va retornar i es va establir a Irich per fer expedicions a Kalpi i altres llocs. Els britànics sota el marquès de Hastings hi acamparen el 1817, quan marxaven cap a Gwalior (ciutat), i es va declarar una epidèmia de còlera.